# Kanał przeciwpowodziowy

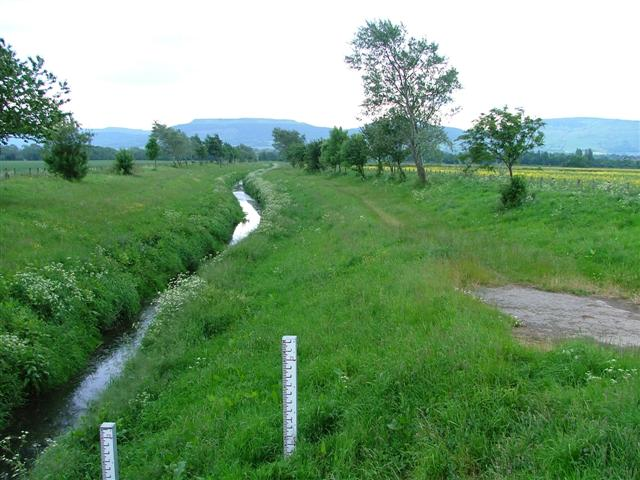
Kanał powodziowy w Wielkiej Brytanii

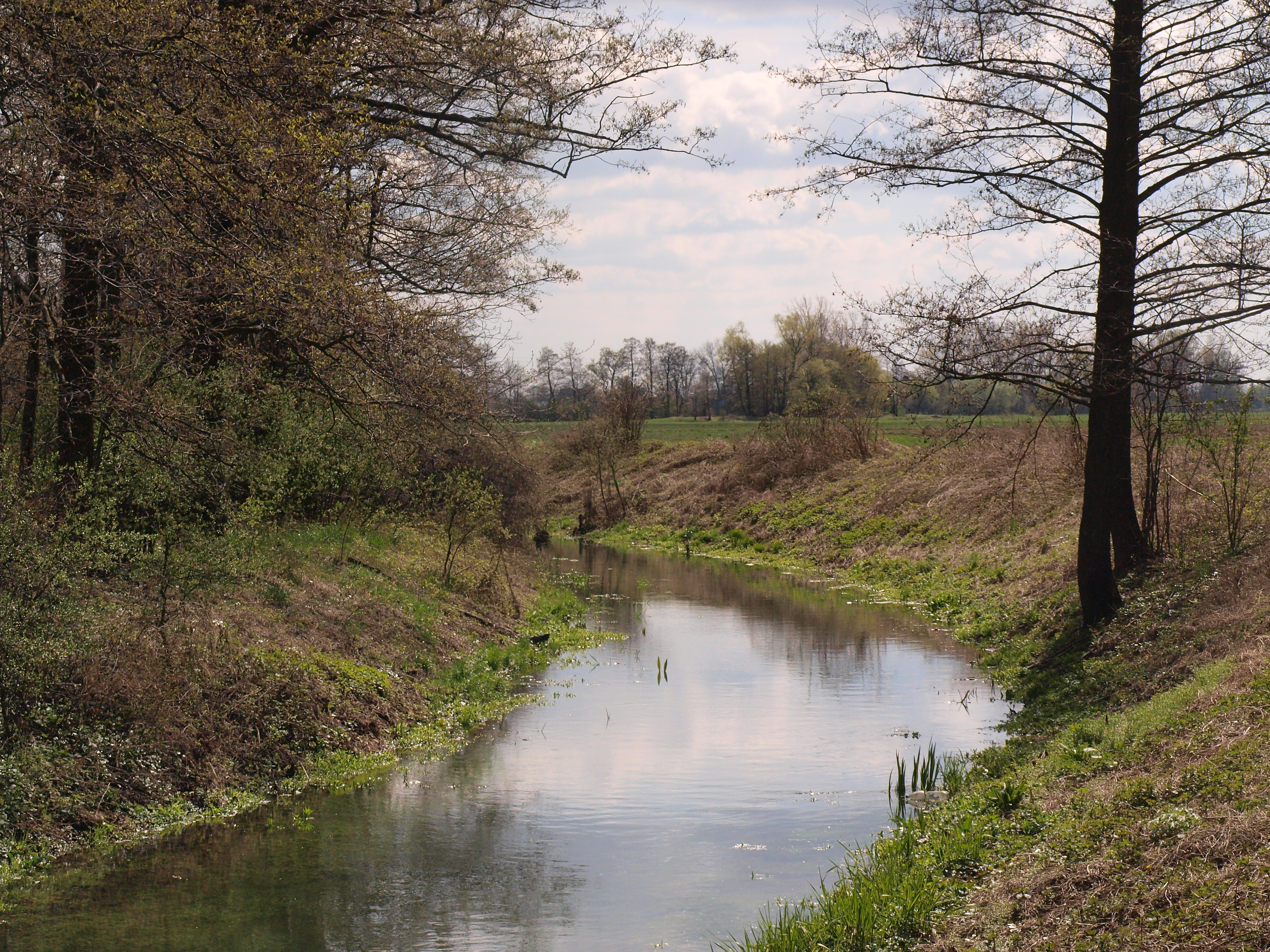
Kanał Zyblikiewicz łączący Dunajec z Wisłą w okolicy miejscowości Samocice (z zamknięciami)

Kanał przeciwpowodziowy (kanał ulgi) – kanał wodny, wybudowany w celu bezpiecznego przeprowadzenia wód przez określony teren.
Kanały przeciwpowodziowe najczęściej stosuje się do przeprowadzenia wód wezbraniowych (jako podstawowe zadanie danego kanału). Takie rozwiązanie hydrotechniczne ma zapobiec wystąpieniu powodzi na określonym obszarze zalewowym. Kanał taki może być wykorzystywany do przeprowadzania części wód rzeki.
Kanały ulgi buduje się w tych rejonach, w których gęsta zabudowa lub inne istotne wykorzystanie przez człowieka terenu przy cieku oraz jego regulacja, spowodowały zmniejszenie jego przekroju poprzecznego lub przekroju poprzecznego doliny, zmniejszenie spadków przez budowę stopni wodnych i podniesienie przez to także zwierciadła wielkiej wody. Kanał ulgi pozwala przeprowadzić wody nowym, sztucznie stworzonym ramieniem bocznym cieku poza obszarem zwiększonego zagrożenia powodziowego.
Kanały ulgi można podzielić na:
- kanały z zamknięciami – które stanowią element czynnej ochrony przeciwpowodziowej; wyposażenie kanału w zamknięcia umożliwia kontrolowanie i sterownie przepływem wód przez kanał,
- kanały bez zamknięć – które stanowią element biernej ochrony przeciwpowodziowej; brak możliwości sterownia przepływem wód przez kanał.

Kanały powodziowe chronią dany obszar przeprowadzając bezpiecznie w swoim korycie wody rzeki, często skróconą drogą, do położonego niżej przekroju danej rzeki, np. Kanał Powodziowy we Wrocławiu. Innym rodzajem kanałów ulgi są kanały przerzucające część wód przez dział wodny do innego cieku, np. Kanał Odpływowy, umożliwiający przed centrum miasta Wrocław, przerzut pewnej ilości wód z Odry do rzeki Widawa przepływającej przez mniej zurbanizowane obszary miasta. Budowane są także kanały przejmujące część wód danej rzeki i odprowadzające te wody do tego samego recypienta, co dana rzeka, np. Kanał Kłokoczycki we Wrocławiu odprowadzający pewną część wód rzeki Dobra do Widawy.
Stosunkowo często nazwa „kanał ulgi” jest traktowany jak nazwa własna. Komisja Nazw Miejscowości i Obiektów Fizjograficznych uznała za nazwy własne następujące nazwy kanałów i rowów:
- Kanał Powodziowy[1] (Wrocław),
- Kanał Odpływowy[2] (Wrocław),
- Kanał Nowa Ulga[3] (w Warszawie),
- potok Ulga[4] (dopływ Kisieliny),
- rów Ulga Uszewska[4] (dopływ Uszwicy),
- Kanał Ulga[4] (w Malborku),
- Kanał Ulgi (dopływ Kanału Bucowskiego)[4] (gmina Medyka),
- Kanał Ulgi (Racibórz)[4],
- Kanał Ulgi (dopływ Raczyny)[4] (gmina Otmuchów),
- Kanał Ulgi (Opole)[4],
- Kanał Ulgi (Gorzów Śląski)[4],
- Kanał Ulgi (dopływ Czarnej Koneckiej)[4] (gmina Końskie),
- Kanał Ulgi (Karczew)[4],
- Kanał Ulgi (Koło)[5],
- Kanał Ulgi (Gorzów Wielkopolski)[5],
- Kanał Ulgi (dopływ Wisły)[5] (gmina Wielka Nieszawka).